# Mission de l'Immaculée
 (février 2020).
Si vous disposez d'ouvrages ou d'articles de référence ou si vous connaissez des sites web de qualité traitant du thème abordé ici, merci de compléter l'article en donnant les références utiles à sa vérifiabilité et en les liant à la section « Notes et références ».
La mission de l'Immaculée est une association de fidèles de droit pontifical de l'Église catholique, fondée en 1917. Elle utilise aussi le sigle M.I. (Militia Immaculatae)

## Histoire
La mission de l'Immaculée naît à Rome au collège international des Frères mineurs conventuels, à l'époque siège de la faculté pontificale de théologie Saint-Bonaventure, à l'initiative de Maximilien Kolbe, religieux appartenant au même ordre, « martyr de la charité » à Auschwitz, proclamé bienheureux par Paul VI et saint par Jean-Paul II. Érigée en pieuse union le 2 janvier 1922 par le vicariat de Rome en la personne du cardinal Basilio Pompilj, la mission de l'Immaculée reçoit au cours de son histoire des attentions particulières et une sollicitude spéciale de la part des papes. Par un bref du 18 décembre 1926, Pie XI lui concède des indulgences et privilèges et, le 23 avril 1927, l'élève au rang de pieuse union primaire par le bref Die XVIII mensis Decembris. Sous l'altius moderamen du ministre général de l'ordre franciscain des Frères mineurs conventuels et en harmonie avec le magistère ecclésial, l'association grandit dans le temps et se diffuse dans différentes nations. Le 16 octobre 1997, le Conseil pontifical pour les laïcs décrète l'érection de la Milizia dell'Immacolata comme association internationale de fidèles de droit pontifical.

## Identité
Le père Kolbe présente[Quand ?] la mission de l'Immaculée comme « une vision globale de vie catholique sous forme nouvelle, consistant dans le lien avec l'Immaculée Conception, notre médiatrice universelle auprès de Jésus ». L'association vise à favoriser l'extension du royaume du Christ dans le monde par l'action de l'Immaculée, en stimulant tous les hommes et les femmes à se mettre à son service dans sa mission de « Mère de l'Église ». Le creuset de la spiritualité et de la formation de la mission de l'Immaculée  est la consécration à Marie, que le père Kolbe conçoit comme une « transformation en elle »: un style de vie chrétienne qui réalise les conséquences extrêmes de l'amour. Parmi les idées forces: l'Immaculée, l'amour, la mission, pour une formation qui engage à grandir sur le plan existentiel (primauté de la vocation à la sainteté), ecclésial (amour de l'Église et témoignage de la foi catholique), missionnaire (formation chrétienne des consciences et nouvelle évangélisation), culturel (promouvoir la vie en servant l'homme selon le style franciscain de la fraternité, de la joie, de la simplicité et de l'accueil). Les domaines d'action spécifiques de la mission de l'Immaculée sont la catéchèse, les missions citadines, les cours de formation, le recyclage, la culture mariale, l'activité éditoriale, les stations de radio et l'informatique.

## Structure
Par nature, la mission de l'Immaculée est une association unitaire[source insuffisante]. Au niveau organisationnel, elle comprend les Petits Miliciens, le mouvement de Jeunes (Ci.MI), les Adultes. Toujours au niveau des modalités d'organisation, elle se structure en trois niveaux : M.I./1 est le mouvement sans organisation stricte, où les membres agissent pour la plupart de façon individuelle et spontanée, selon le projet originel du fondateur ; M.I./2 est le mouvement structuré en groupes, où les membres œuvrent selon les programmes officiels de l'association ; M.I./3 est le mouvement dans son degré le plus élevé, selon lequel le milicien choisit de vivre pleinement et de manière inconditionnelle le don de soi à l'Immaculée, en étant exclusivement consacré à sa cause : dans l'apostolat missionnaire, au service des paroisses, seul ou dans les communautés de vie active ou contemplative, en se servant de tous les moyens légitimes. Ce degré est le propre des cités de l'Immaculée, des centres directeurs, des instituts d'inspiration kolbienne.

## Diffusion
La Mission de l'Immaculée compte plus de trois millions de membres et est présente dans 48 pays ainsi répartis: Afrique (7), Amérique du Nord (3), Amérique du Sud (7), Asie (5), Europe (25), Océanie (1).[source insuffisante]

## Œuvres
La Mission de l'Immaculée ne dirige pas d'œuvres propres institutionnalisées. Elle offre, à l'occasion, un service de volontariat en réponse à des exigences particulières de milieu et de conditions sociales. Par exemple: réinsertion sociale d'alcooliques et de toxicomanes, assistance aux malades du sida, assistance médicale ou d'infirmier/ère dans des quartiers pauvres, assistance humanitaire à des jeunes mamans en difficulté, œuvre d'alphabétisation des adultes, soutien scolaire, catéchèse paroissiale. En revanche, l'activité d'évangélisation de la Rede Mariana de Râdio e Televisao de Santo André (São Paulo, Brésil), de la typographie et du centre éditorial jardim da Imaculada à Cidade Ocidental (Brésil), du centre de formation et de diffusion Mary-town de Libertyville, dans l'Illinois (États-Unis), est intégrée à l'œuvre.

## Publications
Miles Immaculatae, revue semestrielle de culture mariale et de formation kolbienne. Fondée par saint Maximilien Kolbe, surtout pour les prêtres et les agents pastoraux, c'est actuellement l'organe officiel du Centre International. Plus d'une trentaine de périodiques au niveau de divulgation soutiennent l'apostolat de la M.I. dans les différentes nations et portent généralement le nom de "Chevalier de l'Immaculée", en hommage à la première revue fondée par le Père Kolbe en Pologne (Rycerz Niepokalanej) puis au Japon (Seibo no Kishi).